# Анклав

Регіон C — анклав країни A та ексклав країни B

Регіон C — ексклав країни B, але не анклав А, бо країна D також має кордон з регіоном С

Анкла́в (фр. enclave, від лат. inclavare — закривати на ключ) — територія або частина однієї держави, оточена з усіх сторін територією іншої держави або частина території однієї держави, яка не має спільних меж зі своєю материнською частиною і оточена територією іншої держави. Наприклад, Республіка Сан-Марино, розташована у межах Італії, італійське містечко Кампйоне-д'Італія — у Швейцарії. Якщо анклав має морський берег, його називають напіванклавом (наприклад, Гамбія, Монако).

## Характеристика
Анклави можуть виникати з історичних, політичних, географічних причин. Деякі території стали анклавами внаслідок зміни напрямку прилеглого річища. Питання про сполучення анклавів із основною частиною держави чи з іншими державами розв'язують на основі угоди між зацікавленими сторонами. Оскільки проживання в анклаві може бути дуже незручним, то має бути досягнуто багато домовленостей між країнами про поштові відправлення, забезпечення електроенергією та право проїзду громадян.
Анклави часто ліквідують, але існують випадки, коли анклави доволі життєздатні та функціонують непроблематично. Багато нинішніх анклавів мають рухи за незалежність, особливо якщо анклав розташований далеко від основної території країни.

## Країни-анклави
- Мальтійський орден (анклав на території Італії)
- Ватикан (анклав на території Італії)
- Сан-Марино (анклав на території Італії)
- Лесото (анклав на території ПАР)
- Бруней (напіванклав у відношенні до Малайзії)
- Східний Тимор (напіванклав у відношенні до Індонезії)
- Гамбія (напіванклав у відношенні до Сенегалу)
- Монако (напіванклав у відношенні до Франції)
- Португалія (напіванклав у відношенні до Іспанії)
- Данія (напіванклав у відношенні до Німеччини, має морський кордон зі Швецією)
- Канада (напіванклав у відношенні до США, має морський кордон з данською територією Гренландії й французькими островами Сен-П'єр і Мікелон)
- Катар (напіванклав у відношенні до Саудівської Аравії, має морський кордон з Бахрейном та ОАЕ)
- Республіка Корея (напіванклав у відношенні до КНДР, має морський кордон з Японією)
- Папуа Нова Гвінея (напіванклав у відношенні до Індонезії, має морський кордон з Австралією й Соломоновими Островами)
- Домініканська Республіка — Гаїті (взаємні напіванклави)
- Ірландія — Велика Британія (взаємні напіванклави, Велика Британія має морський кордон з Францією)

## Етнічні анклави
Етнічний анклав — місце компактного проживання одного народу, повністю оточене територією проживання іншого народу. Такі анклави почасти є осередками міжетнічної напруженості. Найвідоміші етнічні анклави — сомалійські анклави в Ефіопії.